# Poecilosoma vespoides
Poecilosoma vespoides är en fjärilsart som beskrevs av William Schaus 1905. Poecilosoma vespoides ingår i släktet Poecilosoma och familjen björnspinnare. Inga underarter finns listade i Catalogue of Life.